# Панкратов Федір Володимирович
Фе́дір Володи́мировмч Панкра́тов (* 1943) - український радянський легкоатлет. Рекордсмен України

## Життєпис
Народився 25.11.1943 року в м. Кзил-Орда (республіка Казахстан) в родині капитану Аральського флоту та лікаря-акушера.
Майстер спорту міжнародного класу СРСР з легкої атлетики, входив до складу збірної СРСР, багаторазовий чемпіон СРСР зі спринтерського бігу. 
Мав в своєму активі результат 6,4 с з бігу на 60 м в закритому приміщенні, що в 1967 році дорівнювало рекорду світу.